# Грант Таун (Западна Вирџинија)
Грант Таун (енгл. Grant Town) град је у америчкој савезној држави Западна Вирџинија.

## Демографија
По попису из 2010. године број становника је 613, што је 44 (-6,7%) становника мање него 2000. године.
| Група             | 2000.       | 2010.       |
| Белци             | 596 (90,7%) | 556 (90,7%) |
| Афроамериканци    | 51 (7,8%)   | 45 (7,3%)   |
| Азијати           | 1 (0,2%)    | 0 (0,0%)    |
| Хиспаноамериканци | 3 (0,5%)    | 3 (0,5%)    |
| Укупно            | 657         | 613         |